# Hoplolabis (Parilisia) badakhensis
Hoplolabis (Parilisia) badakhensis is een tweevleugelige uit de familie steltmuggen (Limoniidae). De soort komt voor in het Palearctisch en Oriëntaals gebied.